# سفين نيوهاوس
سفين نيوهاوس (بالألمانية: Sven Neuhaus)‏ (4 أبريل 1978 بإسن في ألمانيا - ) هو لاعب كرة قدم ألماني في مركز حراسة المرمى. لعب مع آر بي لايبزيغ وغرويتر فورت وفورتونا دوسلدورف ونادي آوغسبورغ ونادي هامبورغ ونادي هامبورغ 2 ‏ ونادي هامبورغ للنساء ‏.

## روابط خارجية
- سفين نيوهاوس على موقع قاعدة بيانات كرة القدم.إي يو (الإنجليزية)
- سفين نيوهاوس على موقع بيانات كرة القدم. دي إي (الألمانية)
- سفين نيوهاوس على موقع عالم كرة القدم.نت (الإنجليزية)
- سفين نيوهاوس على موقع AS.com (الإسبانية)